# 경주 감산사지 삼층석탑
경주 감산사지 삼층석탑(慶州 甘山寺址 三層石塔)은 대한민국 경상북도 경주시 외동읍, 감산사 터에 있는 통일신라 시대의 삼층석탑이다. 1985년 8월 5일 경상북도의 문화재자료 제95호로 지정되었다.

## 개요
감산사의 옛 터에 남아있는 탑으로, 무너져 있던 것을 1965년 다시 세웠다.
2층 기단(基壇) 위에 3층의 탑신(塔身)을 올린 통일신라시대의 일반적인 석탑 양식이나, 현재 탑신의 2·3층 몸돌은 없어진 상태이다. 위·아래층 기단의 네 모서리와 탑신의 몸돌에는 기둥 모양을 새겨 놓았다. 지붕돌은 밑면에 4단의 받침을 두었고, 네 귀퉁이에서 위로 치켜올라 갔다. 꼭대기에는 머리장식을 받치던 네모난 받침돌만 남아 있다.
탑의 일부분을 잃어버려 원래의 모습을 볼 수 없음이 아쉽지만 통일신라시대의 일반적인 석탑 양식을 잘 보여주는 작품이다.

## 같이 보기
- 감산사

## 참고 자료
- 감산사지삼층석탑 - 국가유산청 국가유산포털